# Segun Adeniyi
Segun James Adeniyi (Lagos, 20 dicembre 1992) è un calciatore nigeriano, attaccante dell'Hapoel Petah Tiqwa.

## Carriera

### Club
Il 31 gennaio 2014 viene acquistato dal Laçi. Il 1º febbraio 2016 viene acquistato a titolo definitivo dallo Skënderbeu per 150.000 euro, con cui firma un contratto triennale con scadenza il 30 giugno 2019.

## Statistiche

### Presenze e reti nei club
Statistiche aggiornate al 19 maggio 2018.
| Stagione            | Squadra             | Campionato          | Campionato | Campionato | Coppe nazionali | Coppe nazionali | Coppe nazionali | Coppe continentali | Coppe continentali | Coppe continentali | Altre coppe | Altre coppe | Altre coppe | Totale | Totale |
| Stagione            | Squadra             | Comp                | Pres       | Reti       | Comp            | Pres            | Reti            | Comp               | Pres               | Reti               | Comp        | Pres        | Reti        | Pres   | Reti   |
| ------------------- | ------------------- | ------------------- | ---------- | ---------- | --------------- | --------------- | --------------- | ------------------ | ------------------ | ------------------ | ----------- | ----------- | ----------- | ------ | ------ |
| gen.-giu. 2012      | Bylis Ballsh        | KS                  | 0          | 0          | CA              | 0               | 0               | -                  | -                  | -                  | -           | -           | -           | 0      | 0      |
| 2012-gen. 2013      | Bylis Ballsh        | KS                  | 6          | 0          | CA              | 2               | 1               | -                  | -                  | -                  | -           | -           | -           | 8      | 1      |
| gen.-giu. 2013      | Tomori              | KS                  | 12         | 2          | CA              | 0               | 0               | -                  | -                  | -                  | -           | -           | -           | 12     | 2      |
| 2013-gen. 2014      | Bylis Ballsh        | KS                  | 16         | 1          | CA              | 1               | 1               | -                  | -                  | -                  | -           | -           | -           | 17     | 2      |
| Totale Bylis Ballsh | Totale Bylis Ballsh | Totale Bylis Ballsh | 22         | 1          |                 | 3               | 2               |                    | -                  | -                  |             | -           | -           | 25     | 3      |
| gen.-giu. 2014      | Laçi                | KS                  | 11         | 4          | CA              | 1               | 0               | UEL                | -                  | -                  | SA          | -           | -           | 12     | 4      |
| 2014-2015           | Laçi                | KS                  | 27         | 11         | CA              | 6               | 5               | UEL                | 4                  | 2                  | -           | -           | -           | 37     | 18     |
| 2015-feb. 2016      | Laçi                | KS                  | 17         | 9          | CA              | 3               | 5               | UEL                | 2                  | 0                  | SA          | 1           | 2           | 23     | 16     |
| Totale Laçi         | Totale Laçi         | Totale Laçi         | 55         | 24         |                 | 10              | 10              |                    | 6                  | 2                  |             | 1           | 2           | 72     | 38     |
| feb.-giu. 2016      | Skënderbeu          | KS                  | 17         | 6          | CA              | 2               | 1               | UCL+UEL            | -                  | -                  | SA          | -           | -           | 19     | 7      |
| 2016-2017           | Skënderbeu          | KS                  | 32         | 8          | CA              | 6               | 3               | -                  | -                  | -                  | SA          | 1           | 0           | 39     | 11     |
| 2017-2018           | Skënderbeu          | KS                  | 32         | 10         | CA              | 5               | 3               | UEL                | 12                 | 2                  | -           | -           | -           | 49     | 15     |
| Totale Skënderbeu   | Totale Skënderbeu   | Totale Skënderbeu   | 81         | 24         |                 | 13              | 7               |                    | 12                 | 2                  |             | 1           | 0           | 107    | 33     |
| Totale carriera     | Totale carriera     | Totale carriera     | 170        | 51         |                 | 26              | 19              |                    | 18                 | 4                  |             | 2           | 2           | 216    | 76     |

## Palmarès

### Club

#### Competizioni nazionali
- Coppa d'Albania: 2

Laçi: 2014-2015
Skënderbeu: 2017-2018
- Supercoppa d'Albania: 2

Laçi: 2015
Skënderbeu: 2018
- Campionato albanese: 2

Skënderbeu: 2015-2016, 2017-2018